# Хартланд (Висконсин)
Хартланд (енгл. Hartland) град је у америчкој савезној држави Висконсин.

## Демографија
По попису из 2010. године број становника је 9.110, што је 1.205 (15,2%) становника више него 2000. године.
| Група             | 2000.         | 2010.         |
| Белци             | 7.654 (96,8%) | 8.471 (93,0%) |
| Афроамериканци    | 22 (0,3%)     | 77 (0,8%)     |
| Азијати           | 38 (0,5%)     | 156 (1,7%)    |
| Хиспаноамериканци | 119 (1,5%)    | 262 (2,9%)    |
| Укупно            | 7.905         | 9.110         |